# 744
سنة 744 كانت سنة كبيسة تبدأ يوم الأربعاء (سوف يظهر الرابط التقويم الكامل للعام) حسب التقويم اليولياني، تم استخدام الفئة 744 لهذا العام منذ أوائل العصور الوسطى، عندما أصبح عصر التقويم بعد الميلاد هو الأسلوب السائد في أوروبا لتسمية السنوات.

## أحداث
- صالح بن طريف يعلن عن نبوته وديانته الجديدة في تامسنا ببلاد المغرب الأقصى.

## وفيات
- ابن الطثرية
- الوليد بن يزيد